# Leichtathletik-Weltmeisterschaften 2017/Hochsprung der Frauen

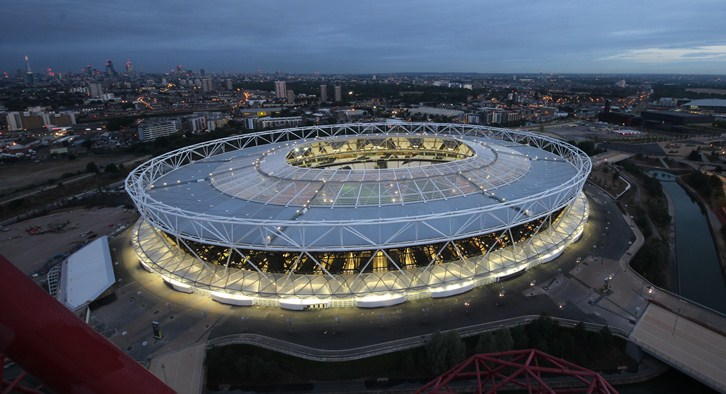
Das Olympiastadion London während der Weltmeisterschaften

Der Hochsprung der Frauen wurde bei den Leichtathletik-Weltmeisterschaften 2017 am 10. und 12. August 2017 im Olympiastadion der britischen Hauptstadt London ausgetragen.
Ihren zweiten WM-Titel errang die unter neutraler Flagge startende russische Titelverteidigerin und Vizeeuropameisterin von 2014 Marija Lassizkene. Rang zwei belegte die Ukrainerin Julija Lewtschenko. Bronze ging an die Polin Kamila Lićwinko.

## Bestehende Rekorde
| Weltrekord               | Stefka Kostadinowa | 2,09 m | WM in Rom, Italien | 30. August 1987 |
| Weltmeisterschaftsrekord | Stefka Kostadinowa | 2,09 m | WM in Rom, Italien | 30. August 1987 |

Der gleichzeitig als Weltrekord bestehende WM-Rekord aus dem Jahr 1987 blieb auch bei diesen Weltmeisterschaften erreicht.

## Legende
Kurze Übersicht zur Bedeutung der Symbolik – so üblicherweise auch in sonstigen Veröffentlichungen verwendet:
| – | verzichtet   |
| o | übersprungen |
| x | ungültig     |

## Qualifikation
10. August 2017, August 2017, 19:10 Uhr Ortszeit (20:10 Uhr MESZ)
Die Qualifikation wurde in zwei Gruppen durchgeführt. Die Qualifikationshöhe für den direkten Finaleinzug betrug 1,94 m. Keine Springerin musste diese Höhe überhaupt angehen, denn nach Abschluss der Versuchsreihen über 1,92 m waren nur noch zwölf Athletinnen im Wettbewerb, also genau die für das Finale vorgesehene Teilnehmerinnenanzahl. Diese zwölf Wettbewerberinnen (hellgrün unterlegt) bestritten das Finale am übernächsten Tag.

### Gruppe A
| Platz | Athletin                   | Land                        | 1,80 | 1,85 | 1,89 | 1,92 | Höhe (m) |
| ----- | -------------------------- | --------------------------- | ---- | ---- | ---- | ---- | -------- |
| 1     | Katarina Johnson-Thompson  | Großbritannien              | o    | o    | xo   | o    | 1,92     |
| 1     | Inika McPherson            | USA                         | –    | o    | xo   | o    | 1,92     |
| 3     | Vashti Cunningham          | USA                         | o    | o    | o    | xo   | 1,92     |
| 3     | Airinė Palšytė             | Litauen                     | o    | o    | o    | xo   | 1,92     |
| 5     | Marie-Laurence Jungfleisch | Deutschland                 | o    | o    | o    | xxo  | 1,92     |
| 6     | Levern Spencer             | St. Lucia                   | o    | o    | o    | xxx  | 1,89     |
| 7     | Irina Gordejewa            | Authorised Neutral Athletes | o    | xo   | o    | xxx  | 1,89     |
| 8     | Kimberly Williamson        | Jamaika                     | o    | xxo  | o    | xxx  | 1,89     |
| 9     | Oksana Okunjewa            | Ukraine                     | o    | xxo  | xxo  | xxx  | 1,89     |
| 10    | Erika Kinsey               | Schweden                    | o    | o    | xxx  |      | 1,85     |
| 10    | Marija Vuković             | Montenegro                  | o    | o    | xxx  |      | 1,85     |
| 12    | Ana Šimić                  | Kroatien                    | o    | xo   | xxx  |      | 1,85     |
| 13    | Tatiana Gousin             | Griechenland                | xo   | xxo  | xxx  |      | 1,85     |
| 14    | Erika Furlani              | Italien                     | xo   | xxx  |      |      | 1,80     |
| NM    | Nicola McDermott           | Australien                  | xxx  |      |      |      | ogV      |

In Qualifikationsgruppe A ausgeschiedene Hochspringerinnen:

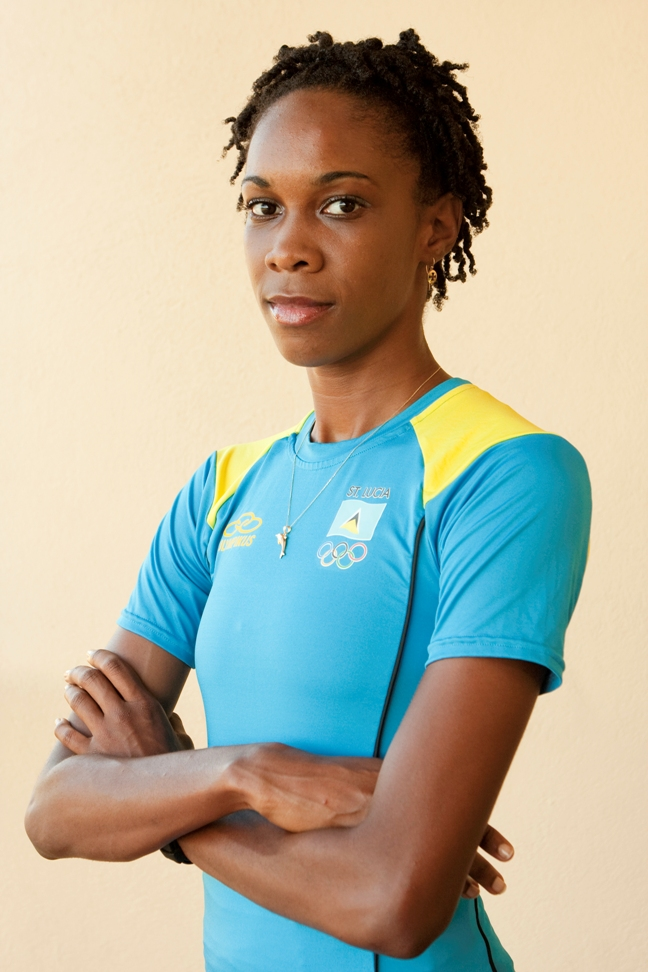
Levern Spencer Rang sechs mit 1,89 m
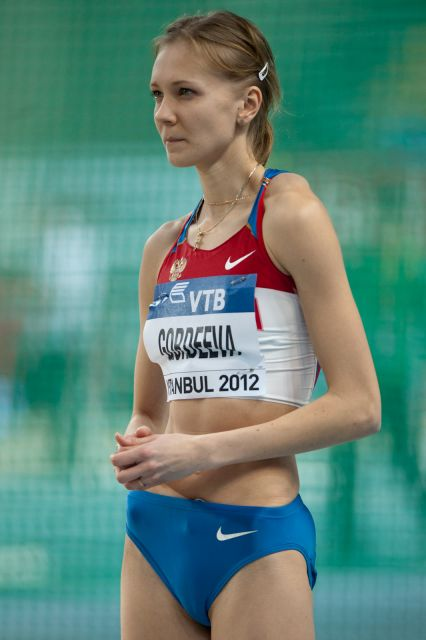
Irina Gordejewa Rang sieben mit 1,89 m
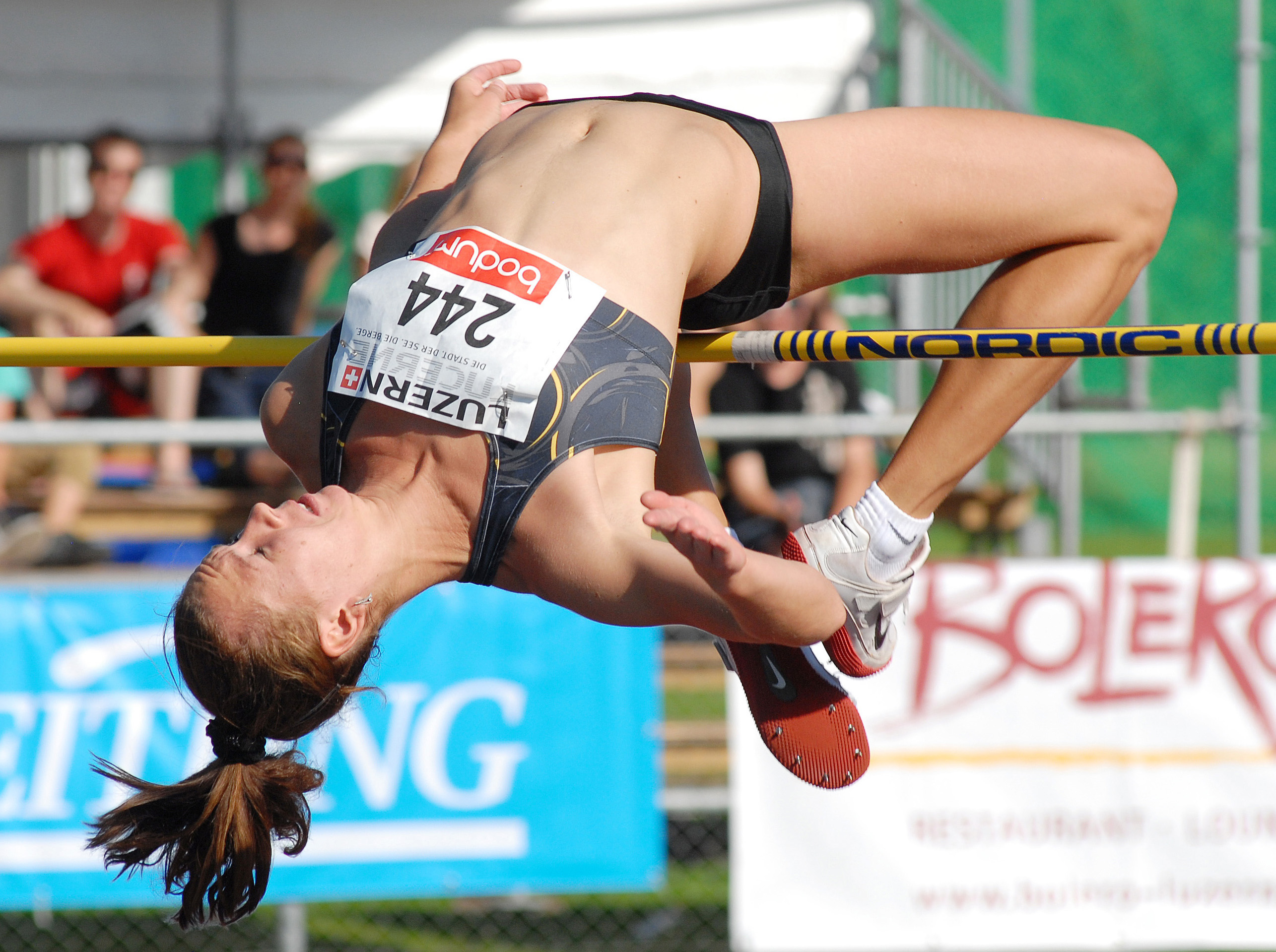
Oksana Okunjewa Rang neun mit 1,89 m
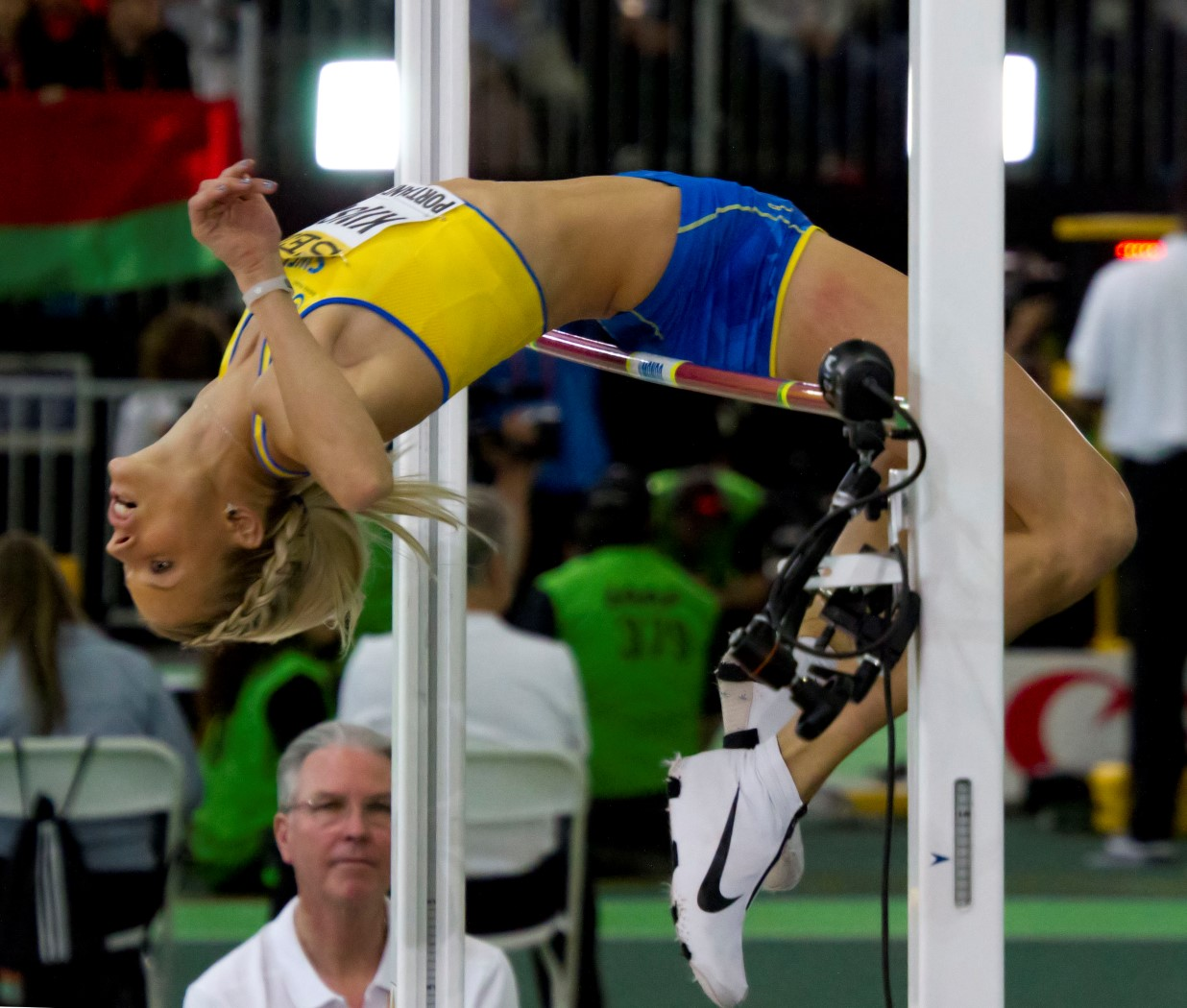
Erika Kinsey Geteilter Rang zehn mit 1,85 m

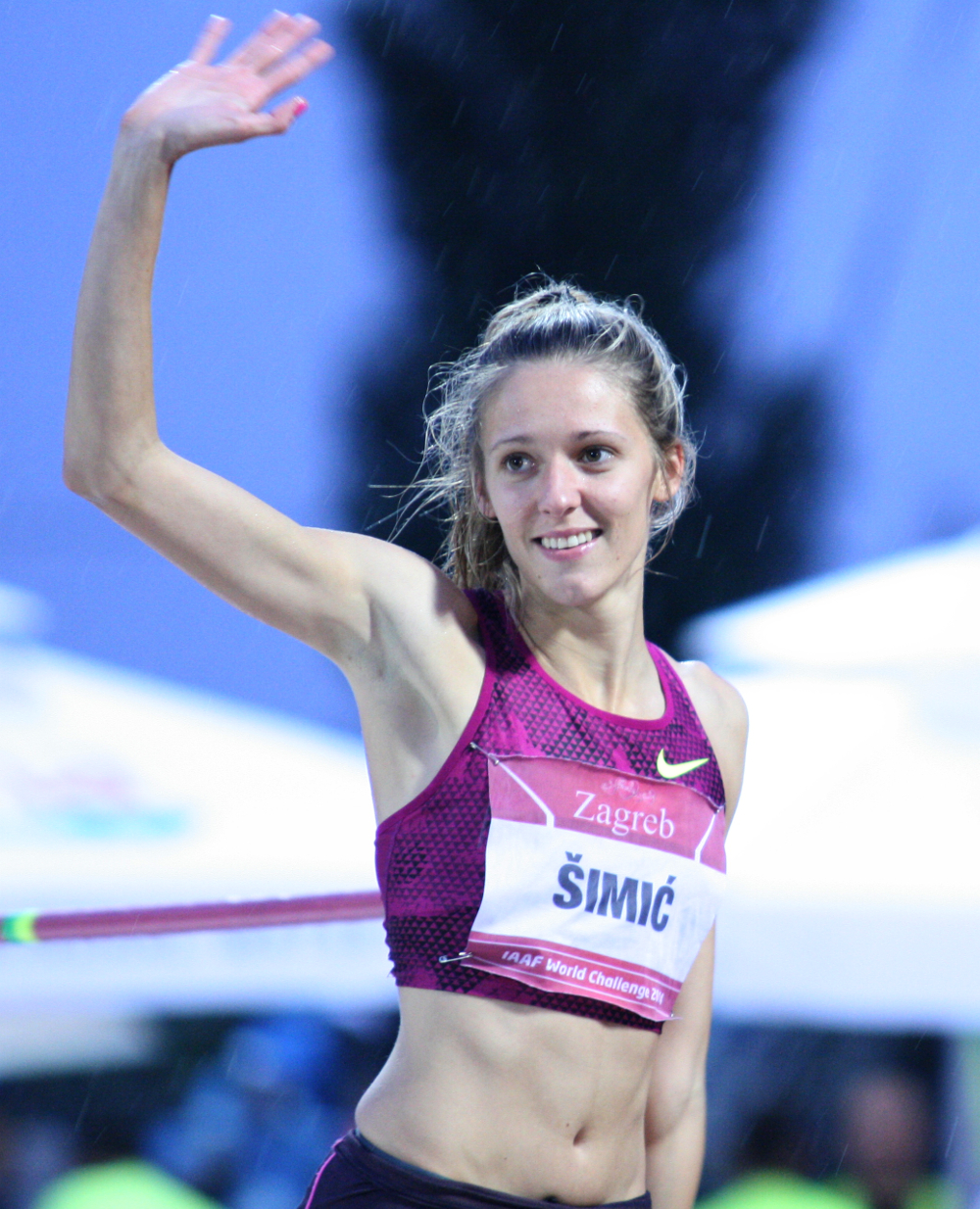
Ana Šimić Rang zwölf mit 1,85 m
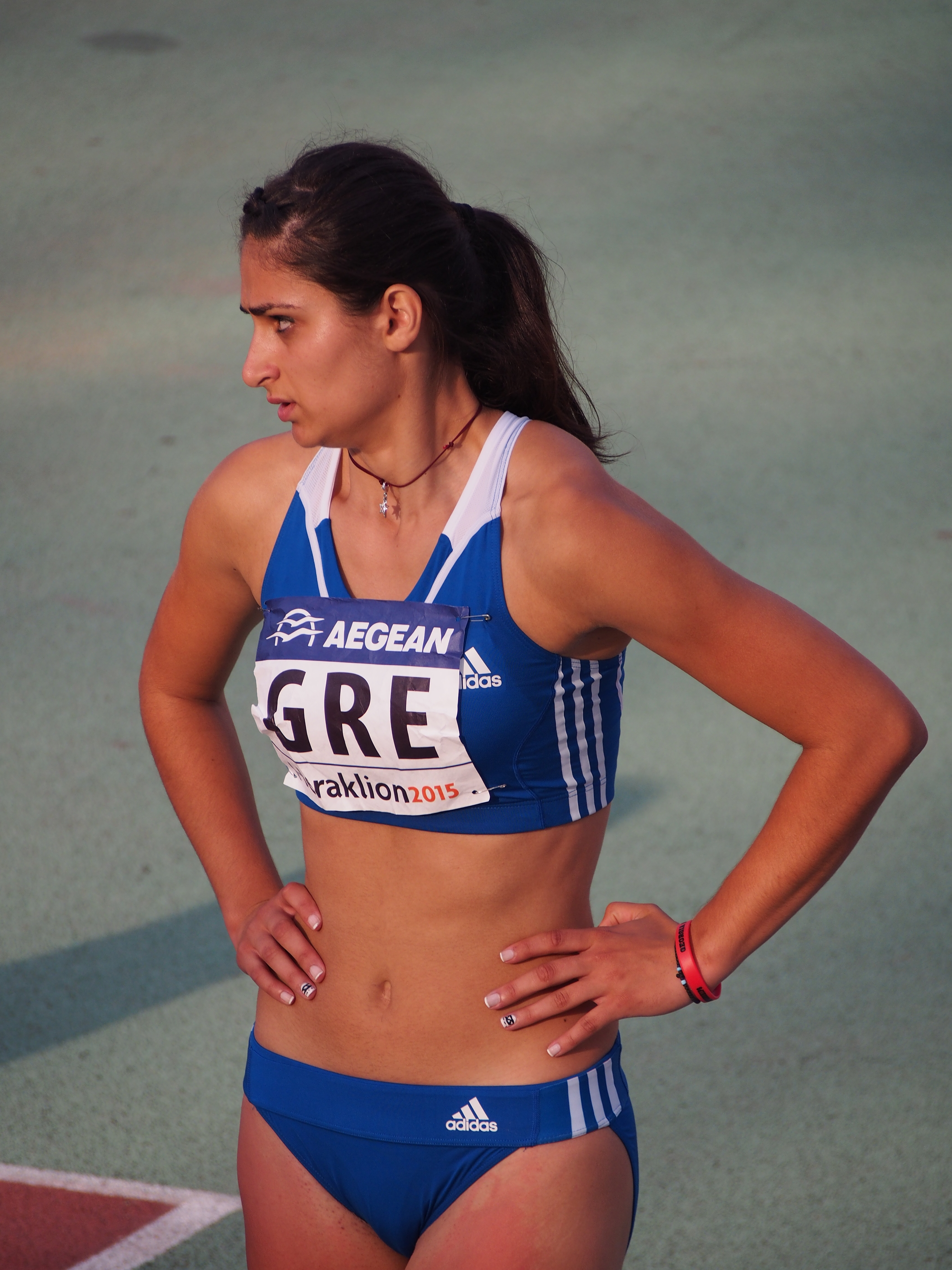
Tatiana Gousin Rang dreizehn mit 1,80 m
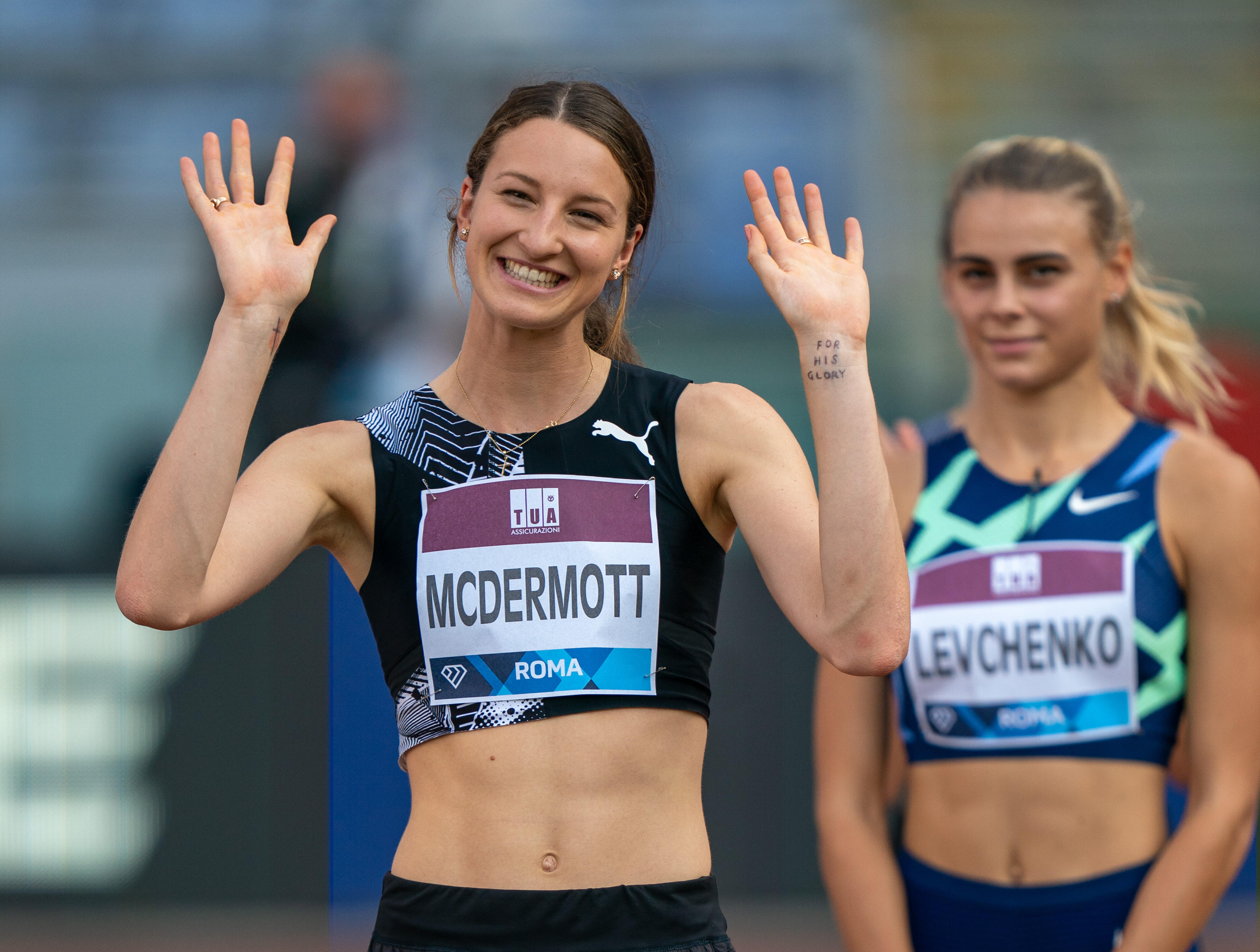
Nicola McDermott (links) – ohne gültigen Versuch

### Gruppe B
| Platz | Athletin              | Land                        | 1,80 | 1,85 | 1,89 | 1,92 | Höhe (m) |
| ----- | --------------------- | --------------------------- | ---- | ---- | ---- | ---- | -------- |
| 1     | Marija Lassizkene     | Authorised Neutral Athletes | –    | o    | o    | o    | 1,92     |
| 1     | Julija Lewtschenko    | Ukraine                     | o    | o    | o    | o    | 1,92     |
| 1     | Kamila Lićwinko       | Polen                       | –    | o    | o    | o    | 1,92     |
| 4     | Mirela Demirewa       | Bulgarien                   | o    | o    | o    | xo   | 1,92 SB  |
| 4     | Morgan Lake           | Großbritannien              | o    | o    | o    | xo   | 1,92     |
| 6     | Michaela Hrubá        | Tschechien                  | o    | o    | xo   | xo   | 1,92     |
| 7     | Ruth Beitia           | Spanien                     | o    | o    | o    | xxo  | 1,92     |
| 8     | Maruša Černjul        | Slowenien                   | o    | o    | o    | xxx  | 1,89     |
| 8     | Iryna Heraschtschenko | Ukraine                     | o    | o    | o    | xxx  | 1,89     |
| 10    | Sofie Skoog           | Schweden                    | o    | o    | xo   | xxx  | 1,89     |
| 11    | Alessia Trost         | Italien                     | o    | o    | xxo  | xxx  | 1,89     |
| 12    | Nadiya Dusanova       | Usbekistan                  | o    | o    | xxx  |      | 1,85     |
| 12    | Alyxandria Treasure   | Kanada                      | o    | o    | xxx  |      | 1,85     |
| 14    | Elizabeth Patterson   | USA                         | o    | xxx  |      |      | 1,80     |
| 15    | Linda Sandblom        | Finnland                    | xxo  | xxx  |      |      | 1,80     |

In Qualifikationsgruppe B ausgeschiedene Hochspringerinnen:

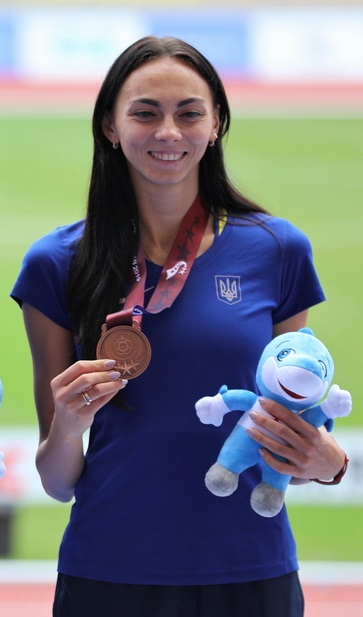
Iryna Heraschtschenko Geteilter Rang acht mit 1,89 m
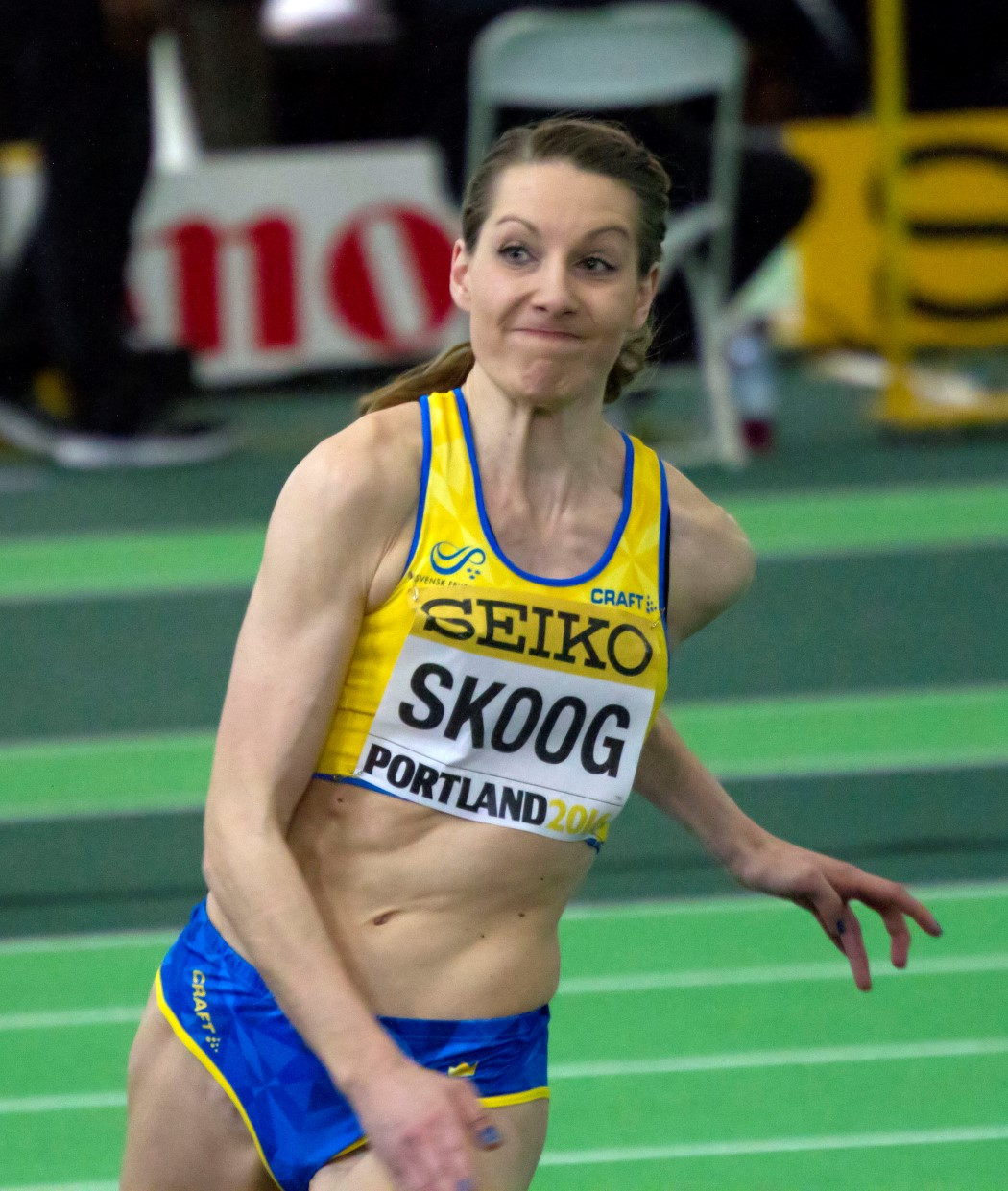
Sofie Skoog Rang zehn mit 1,89 m
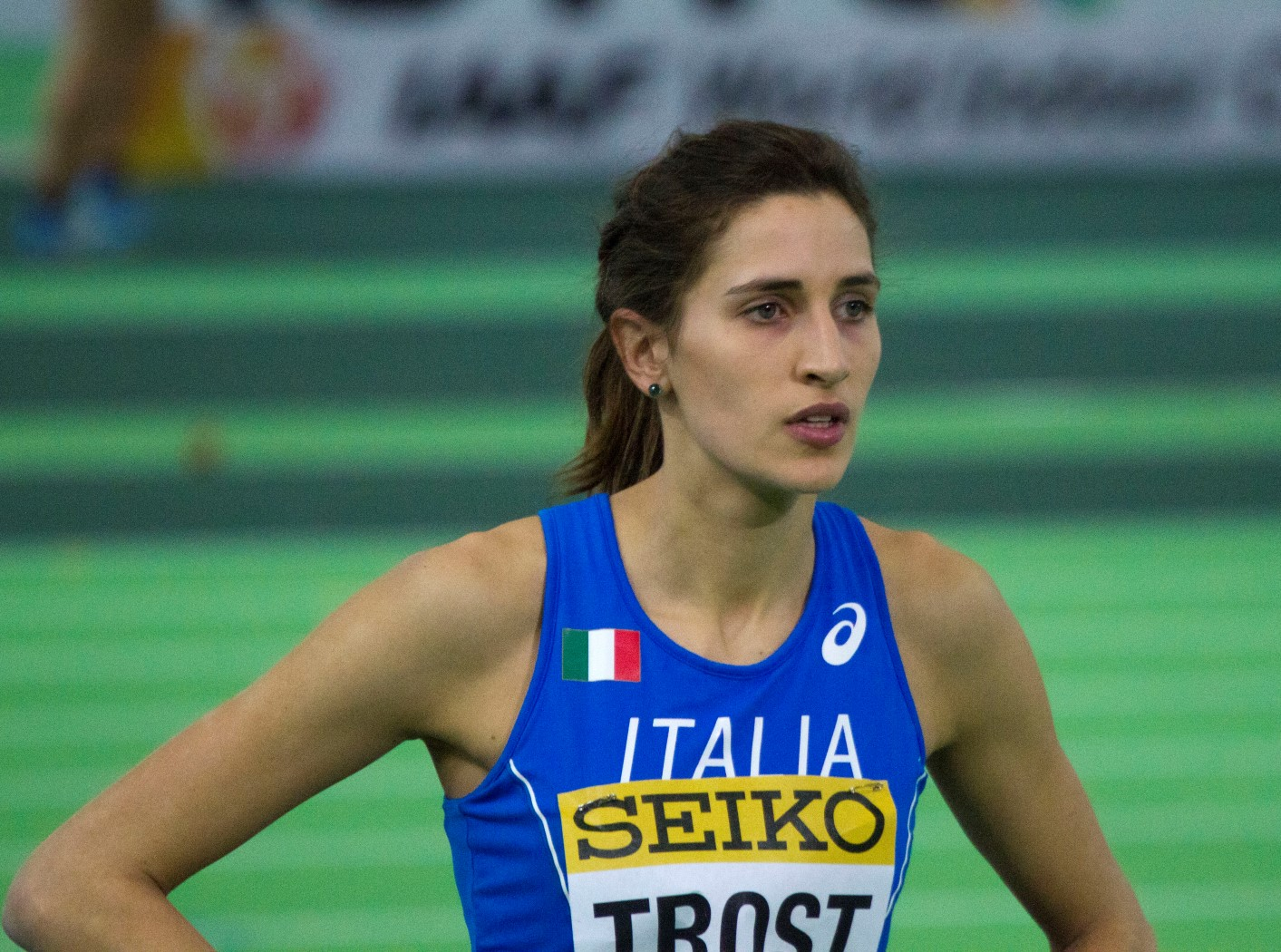
Alessia Trost Rang elf mit 1,89 m
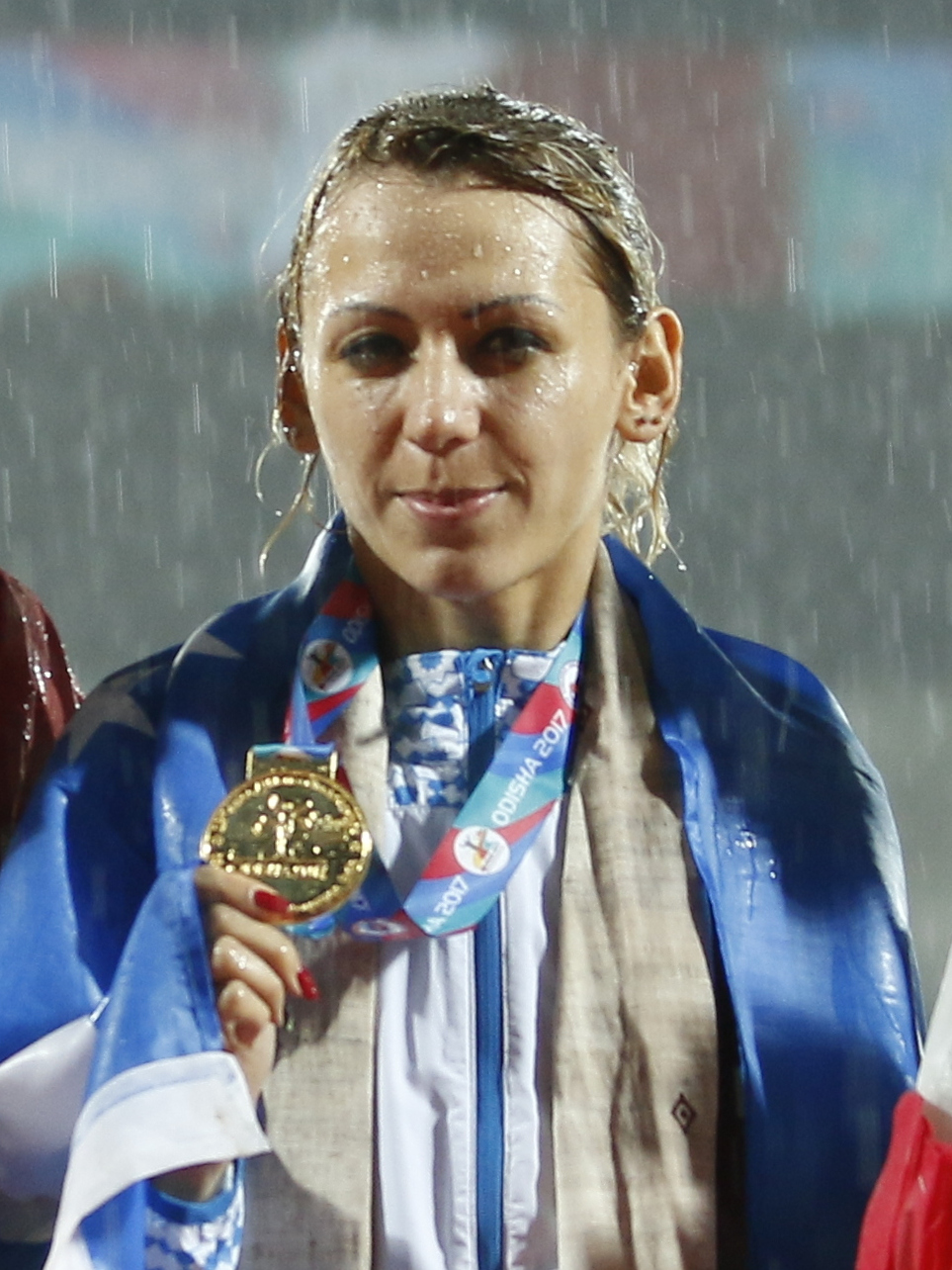
Nadiya Dusanova Geteilter Rang zwölf mit 1,85 m
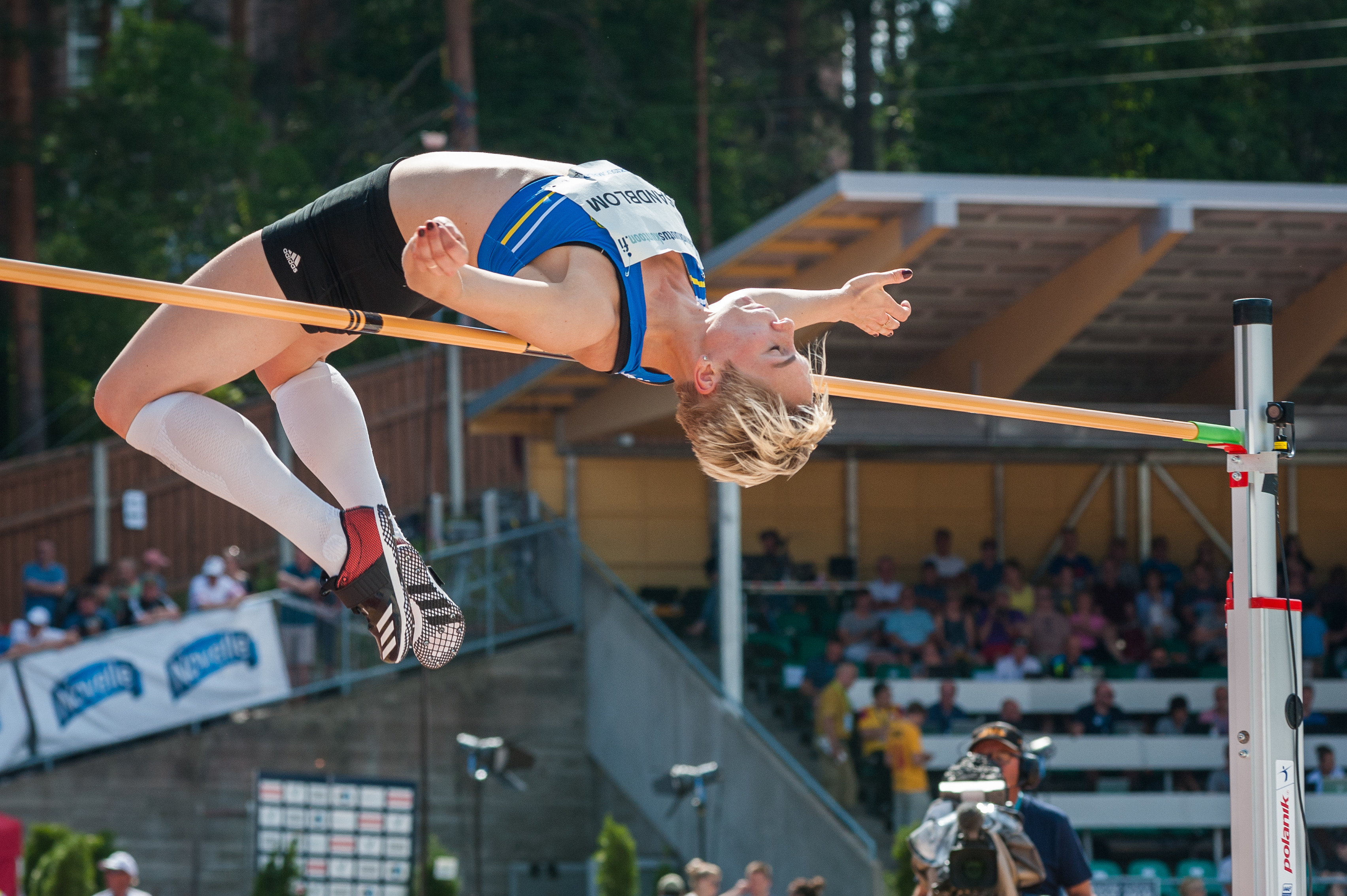
Linda Sandblom Rang fünfzehn mit 1,80 m

## Finale
12. August 2017, 19:05 Uhr Ortszeit (20:05 Uhr MESZ)

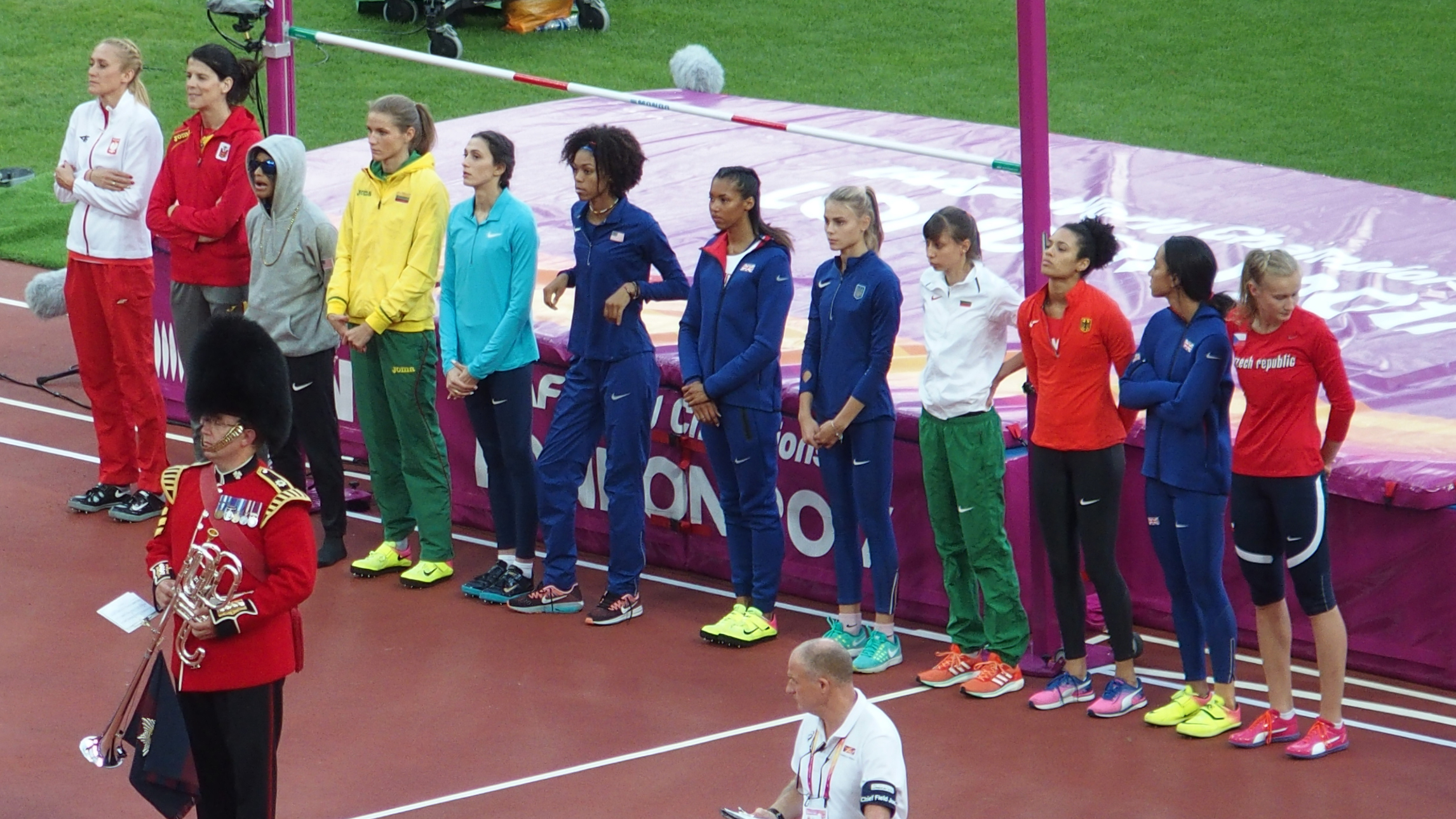
Präsentation der Hochsprung-Finalteilnehmerinnen
vor dem Wettkampf

Einige erfolgreiche Athletinnen aus den letzten Jahren waren aus unterschiedlichen Gründen hier in London nicht dabei. So fehlten die Kroatin Blanka Vlašić, unter anderem Doppelweltmeisterin von 2007 / 2009 und Olympiazweite von 2008 und die Russin Anna Tschitscherowa, Weltmeisterin von 2011 und Olympiasiegerin von 2012. Die Spanierin Ruth Beitia, Olympiasiegerin von 2016 und Doppeleuropameisterin von 2014 / 2016 gehörte wieder zu den Favoritinnen. Sie war allerdings bereits 38 Jahre alt und es stellte sich die Frage nach den Leistungsmöglichkeiten in diesem Alter. Chancenreich gingen auch die bulgarische Olympiazweite und Vizeeuropameisterin Mirela Demirewa sowie die polnische WM-Dritte von 2015 Kamila Lićwinko an den Start. Zum weiteren Favoritenkreis gehörten die Litauerin Airinė Palšytė, gemeinsam mit Demirewa Vizeeuropameisterin und die Deutsche Marie-Laurence Jungfleisch, die in den letzten Jahren bei Welt- und Europameisterschaften sowie Olympischen Spielen Platzierungen im Bereich zwischen fünf und sieben erreicht hatte.
Sechs Athletinnen waren bei einer Sprunghöhe von 1,97 m noch im Wettbewerb. Ohne jeden Fehlversuch auf ihren Konten waren Jungfleisch, die Ukrainerin Julija Lewtschenko und die unter neutraler Flagge startende Marija Lassizkene, die unter ihrem Geburtsnamen Marija Kutschina russische Weltmeisterin von 2015 und somit Titelverteidigerin war. Die beiden Britinnen Katarina Johnson-Thompson und Morgan Lake waren mit je einen Fehlsprung, Lićwinko mit zwei Fehlsprüngen belastet. Von den Mitfavoritinnen war Beitia bereits bei 1,92 m gescheitert, womit sie Rang zwölf belegte. Demirewa und Palšytė belegten mit übersprungenen 1,92 m gemeinsam den siebten Platz.
Lassizkene und Lewtschenko waren bei nun 1,97 m mit ihrem jeweils ersten Sprung erfolgreich. Lićwinko übersprang die Höhe im dritten Versuch. Die drei anderen verbliebenen Athletinnen scheiterten jeweils dreimal. Damit war Marie-Laurence Jungfleisch Vierte, Katarina Johnson-Thompson und Morgan Lake erreichten den geteilten fünften Platz. Jetzt wurden 1,99 m aufgelegt. Lewtschenko und auch Lićwinko schafften es jeweils gleich beim ersten Mal. Lassizkene hob sich ihre restlichen Sprünge nach einem Fehlversuch für die nächste Höhe auf. Sie meisterte die nun geforderten 2,01 m mit ihrem ersten Sprung. Lewtschenko zog bei ihrem zweiten Versuch nach, während Lićwinko sich ihren letzten verbleibenden Sprung aufhob, nachdem sie zweimal an 2,01 m gescheitert war.
Bei 2,03 m fiel die Entscheidung. Lassizkene übersprang die Höhe mit ihrem ersten Anlauf. Kamila Lićwinko riss 2,03 m bei ihrem letzten verbliebenen Versuch und gewann damit Bronze. Julija Lewtschenko versuchte es dreimal vergeblich und hatte damit Silber errungen. Marija Lassizkene ließ jetzt 2,08 m auflegen, die jedoch hier zu hoch für sie waren. Sie war erneut Weltmeisterin und errang gleichzeitig die einzige Goldmedaille der unter neutraler Fahne startenden Athleten.
| Platz | Athletin                   | Land                        | 1,84 | 1,88 | 1,92 | 1,95 | 1,97 | 1,99 | 2,01 | 2,03 | 2,08 | Höhe (m) |
| ----- | -------------------------- | --------------------------- | ---- | ---- | ---- | ---- | ---- | ---- | ---- | ---- | ---- | -------- |
|       | Marija Lassizkene          | Authorised Neutral Athletes | o    | o    | o    | o    | o    | x–   | o    | o    | xxx  | 2,03     |
|       | Julija Lewtschenko         | Ukraine                     | o    | o    | o    | o    | o    | o    | xo   | xxx  |      | 2,01 PB  |
|       | Kamila Lićwinko            | Polen                       | o    | o    | xo   | xo   | xxo  | o    | xx–  | x    |      | 1,99 SB  |
| 4     | Marie-Laurence Jungfleisch | Deutschland                 | o    | o    | o    | o    | xxx  |      |      |      |      | 1,95     |
| 5     | Katarina Johnson-Thompson  | Großbritannien              | o    | o    | xo   | o    | xxx  |      |      |      |      | 1,95 SB  |
| 6     | Morgan Lake                | Großbritannien              | o    | o    | o    | xo   | xxx  |      |      |      |      | 1,95     |
| 7     | Mirela Demirewa            | Bulgarien                   | o    | o    | o    | xxx  |      |      |      |      |      | 1,92 SB  |
| 7     | Airinė Palšytė             | Litauen                     | o    | o    | o    | xxx  |      |      |      |      |      | 1,92     |
| 9     | Inika McPherson            | USA                         | –    | xo   | o    | xxx  |      |      |      |      |      | 1,92     |
| 10    | Vashti Cunningham          | USA                         | o    | o    | xxo  | xxx  |      |      |      |      |      | 1,92     |
| 11    | Michaela Hrubá             | Tschechien                  | o    | xo   | xxo  | xxx  |      |      |      |      |      | 1,92     |
| 12    | Ruth Beitia                | Spanien                     | o    | o    | xxx  |      |      |      |      |      |      | 1,88     |

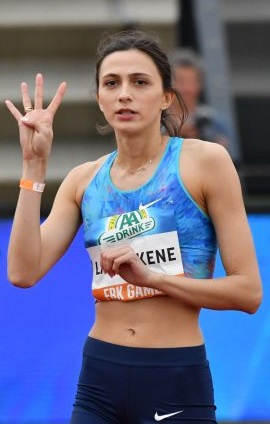
Weltmeisterin Marija Lassizkene
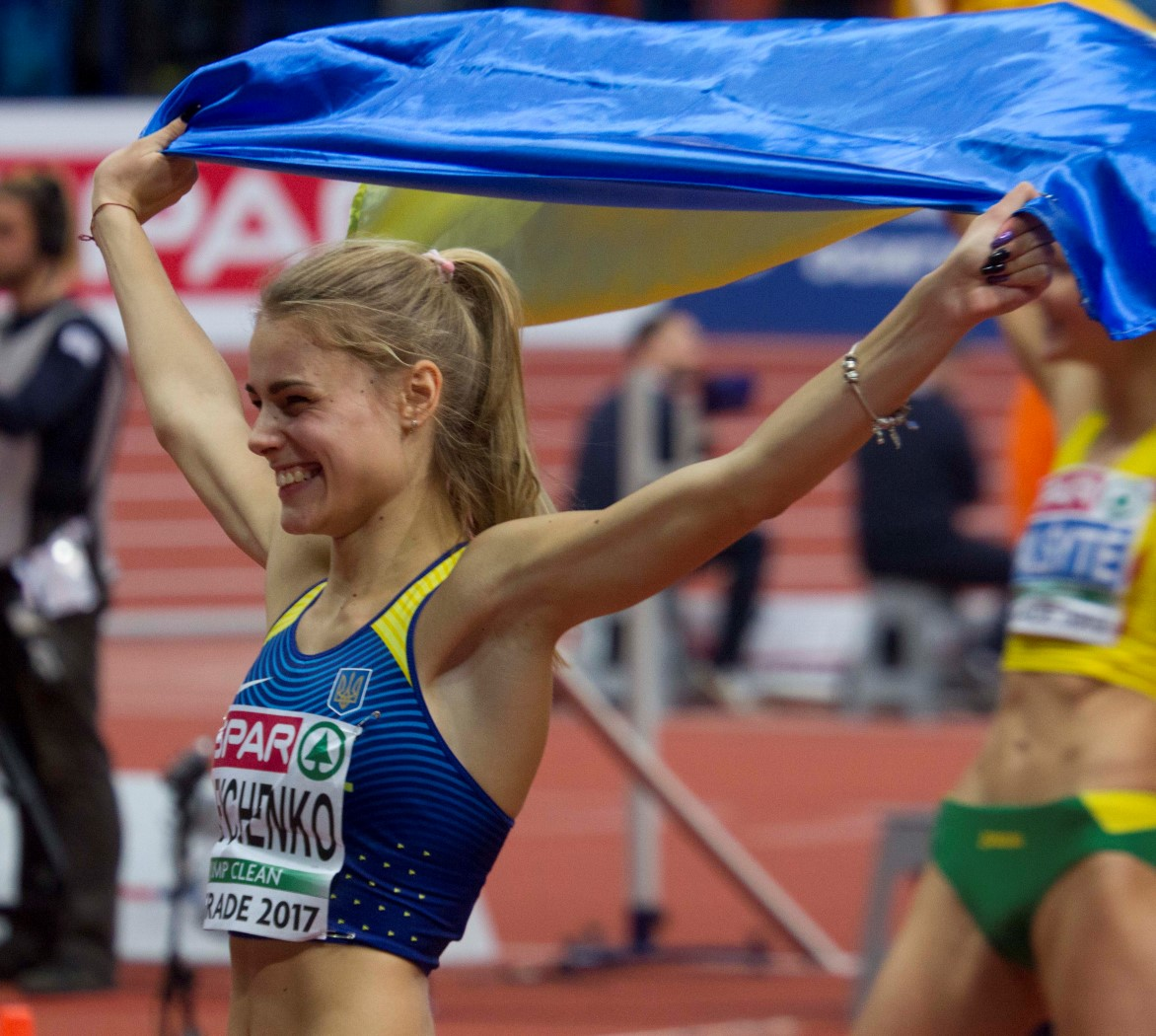
Vizeweltmeisterin Julija Lewtschenko
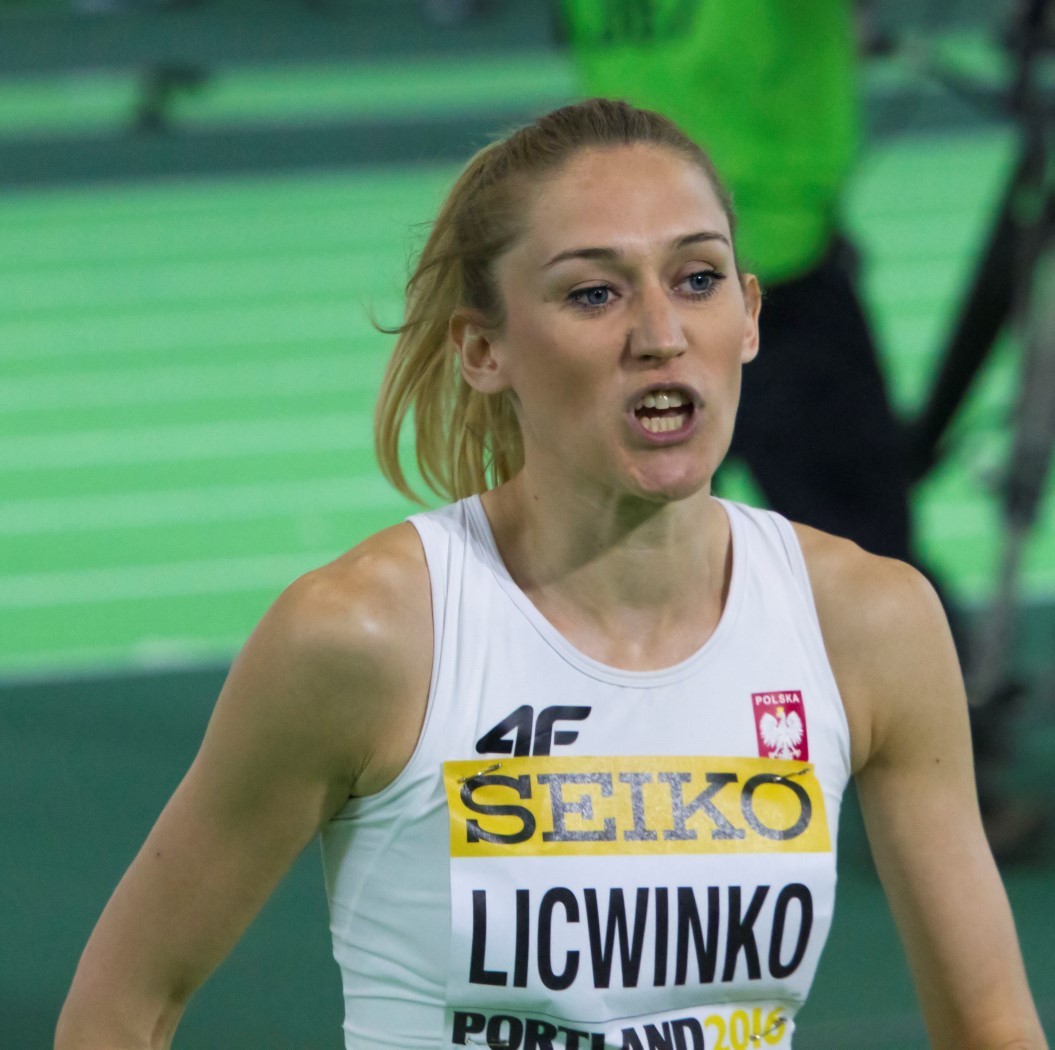
Bronzemedaillengewinnerin Kamila Lićwinko
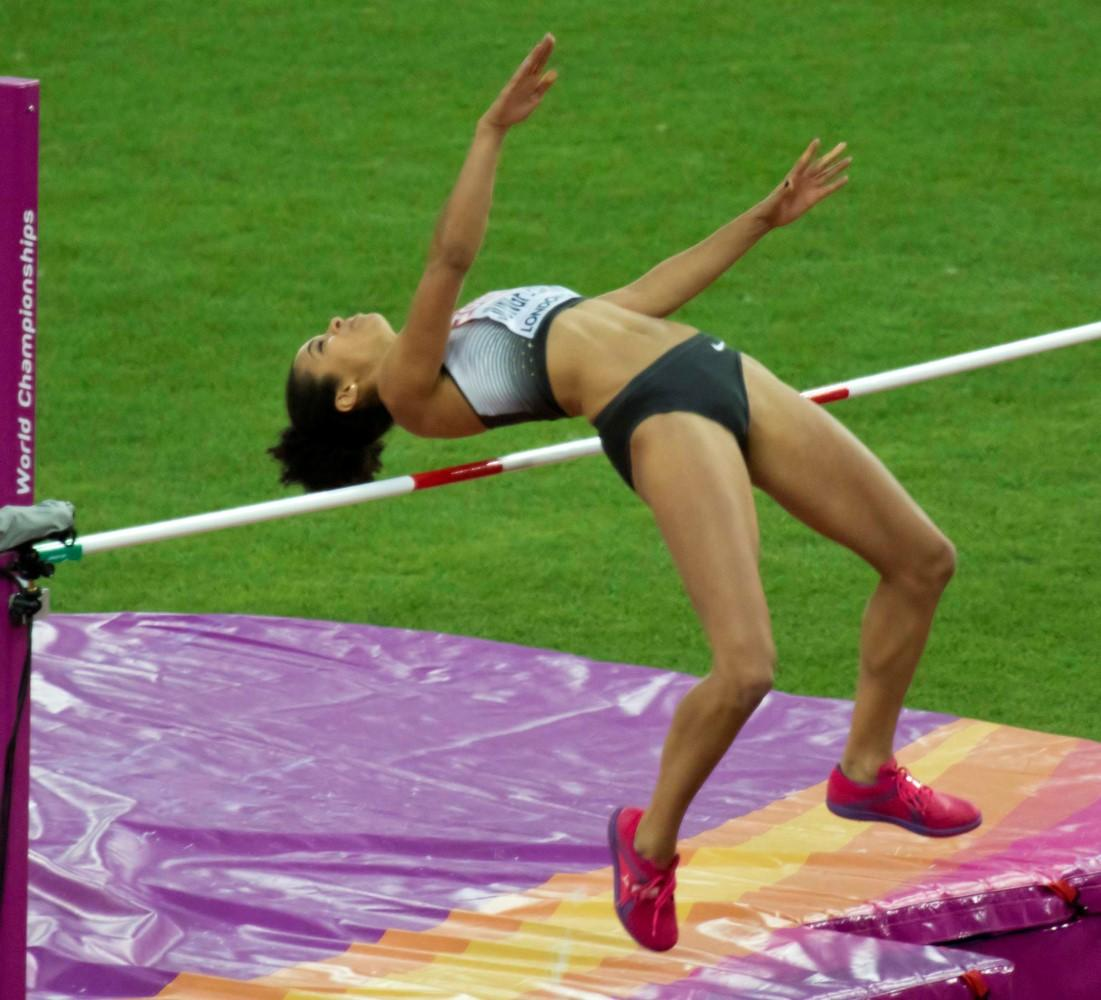
Marie-Laurence Jungfleisch kam auf den vierten Platz
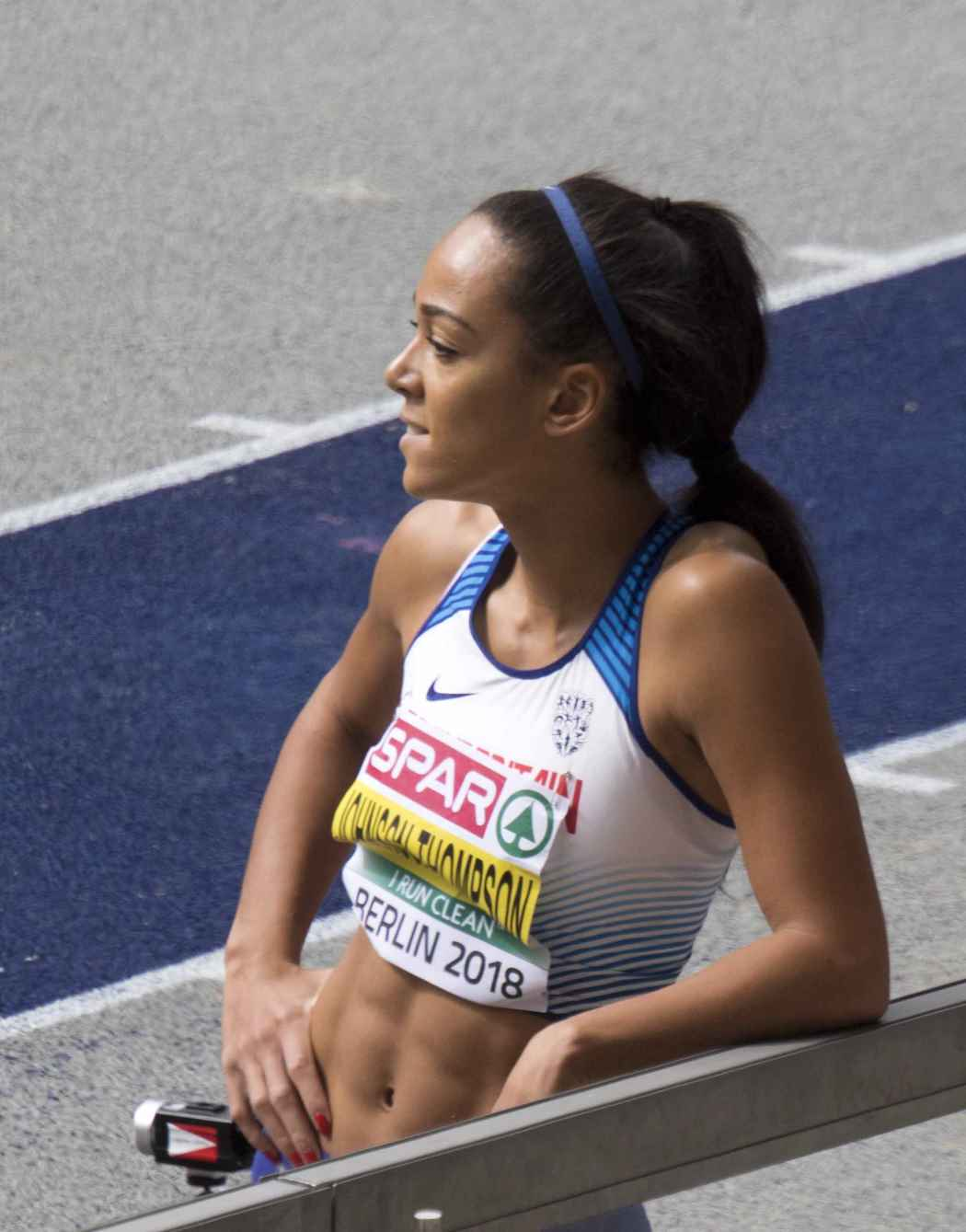
Katarina Johnson-Thompson belegte Rang fünf
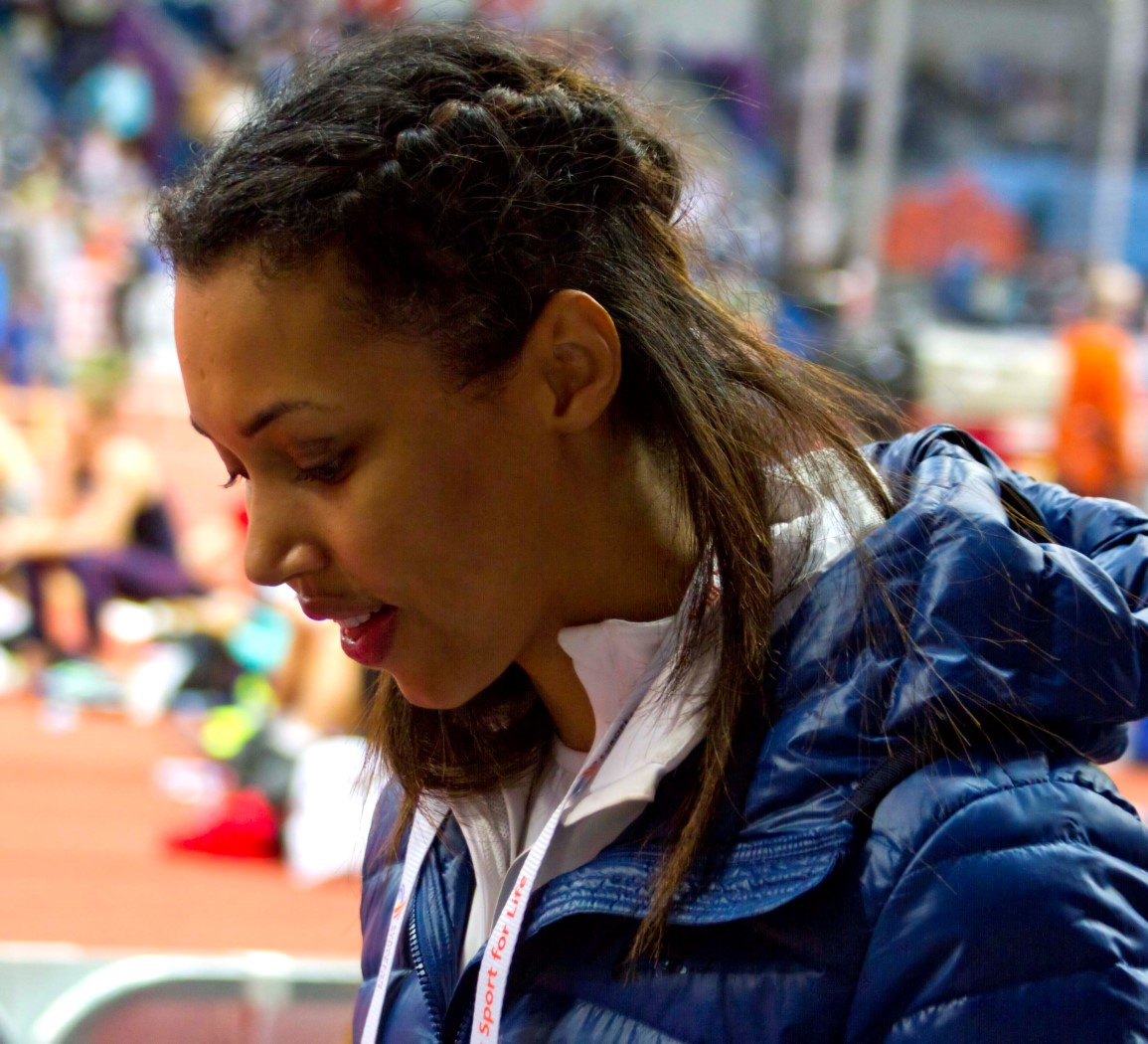
Morgan Lake wurde Sechste
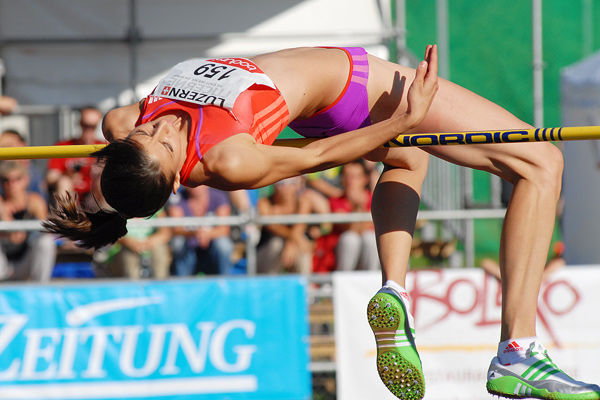
Geteilter siebter Rang für Mirela Demirewa
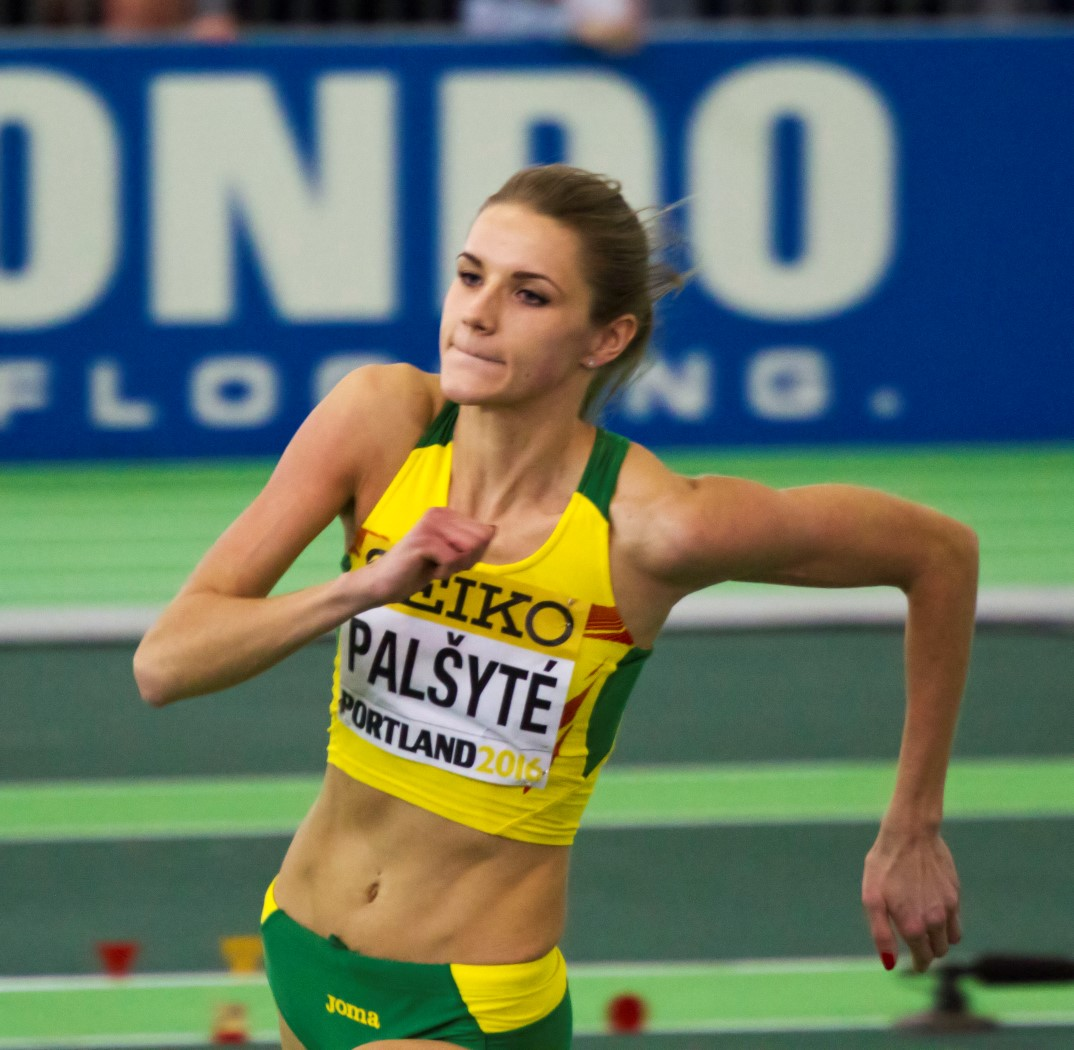
Airinė Palšytė kam auf den geteilten siebten Platz
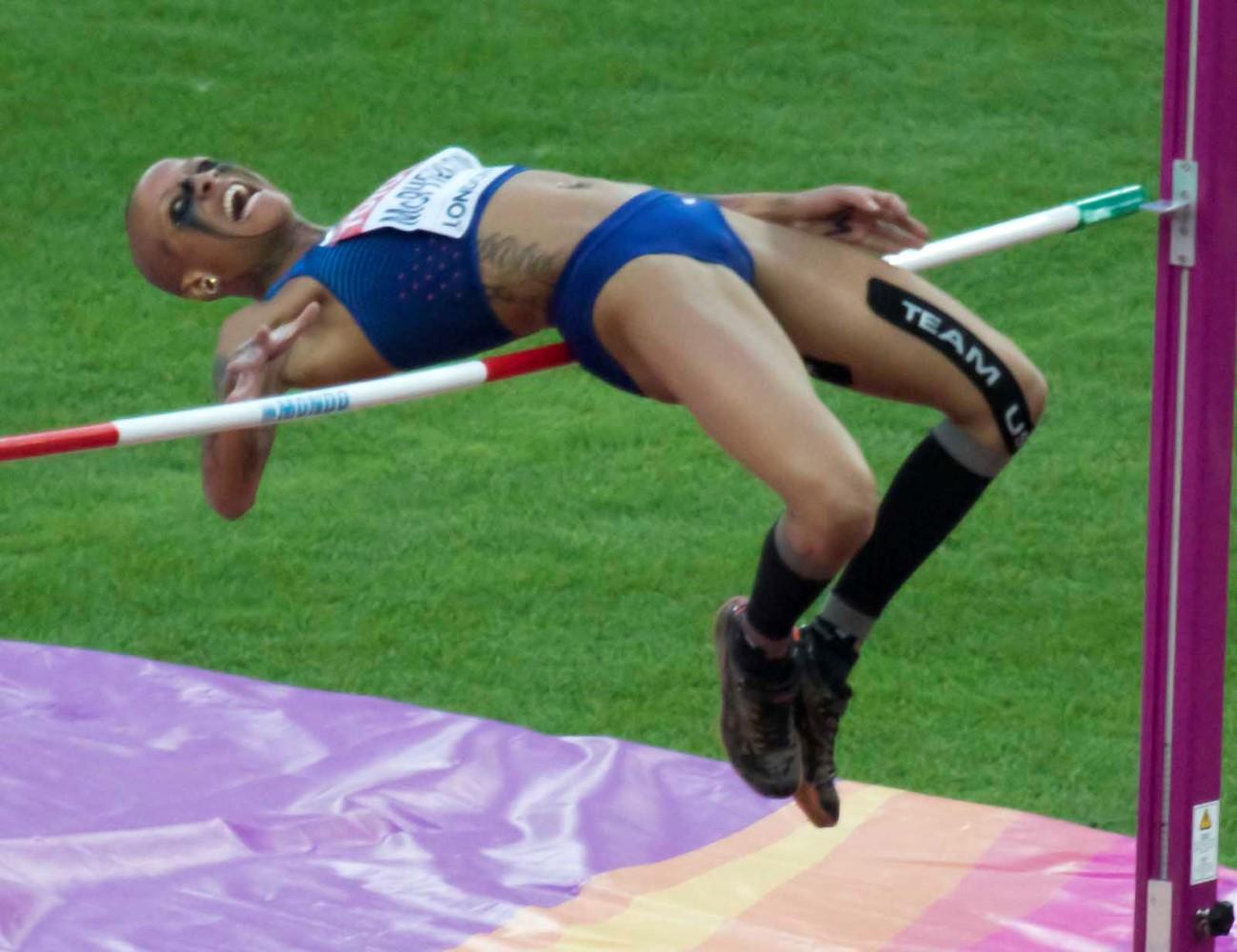
Inika McPherson erreichte Rang neun
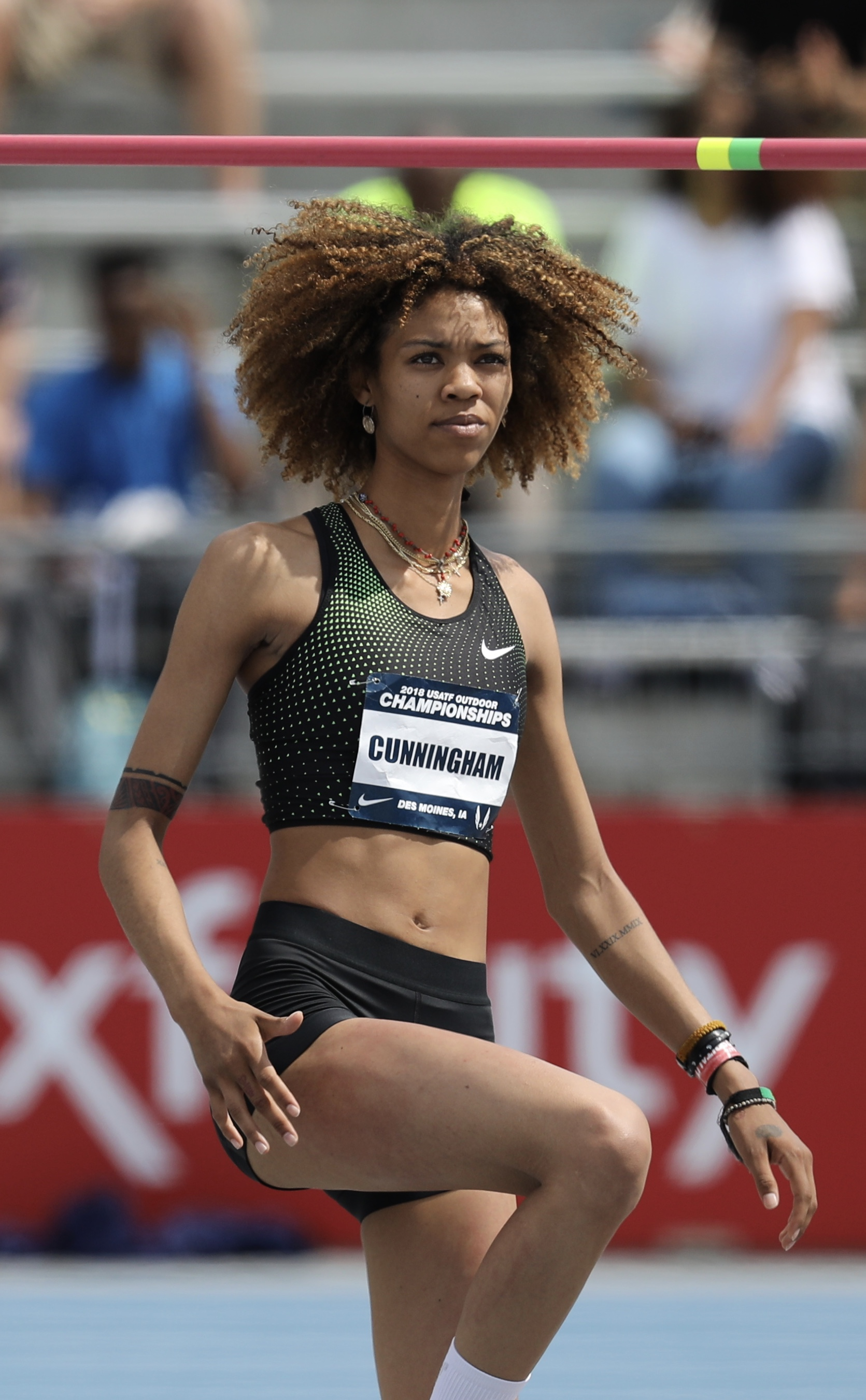
Vashti Cunninghamwurde Zehnte
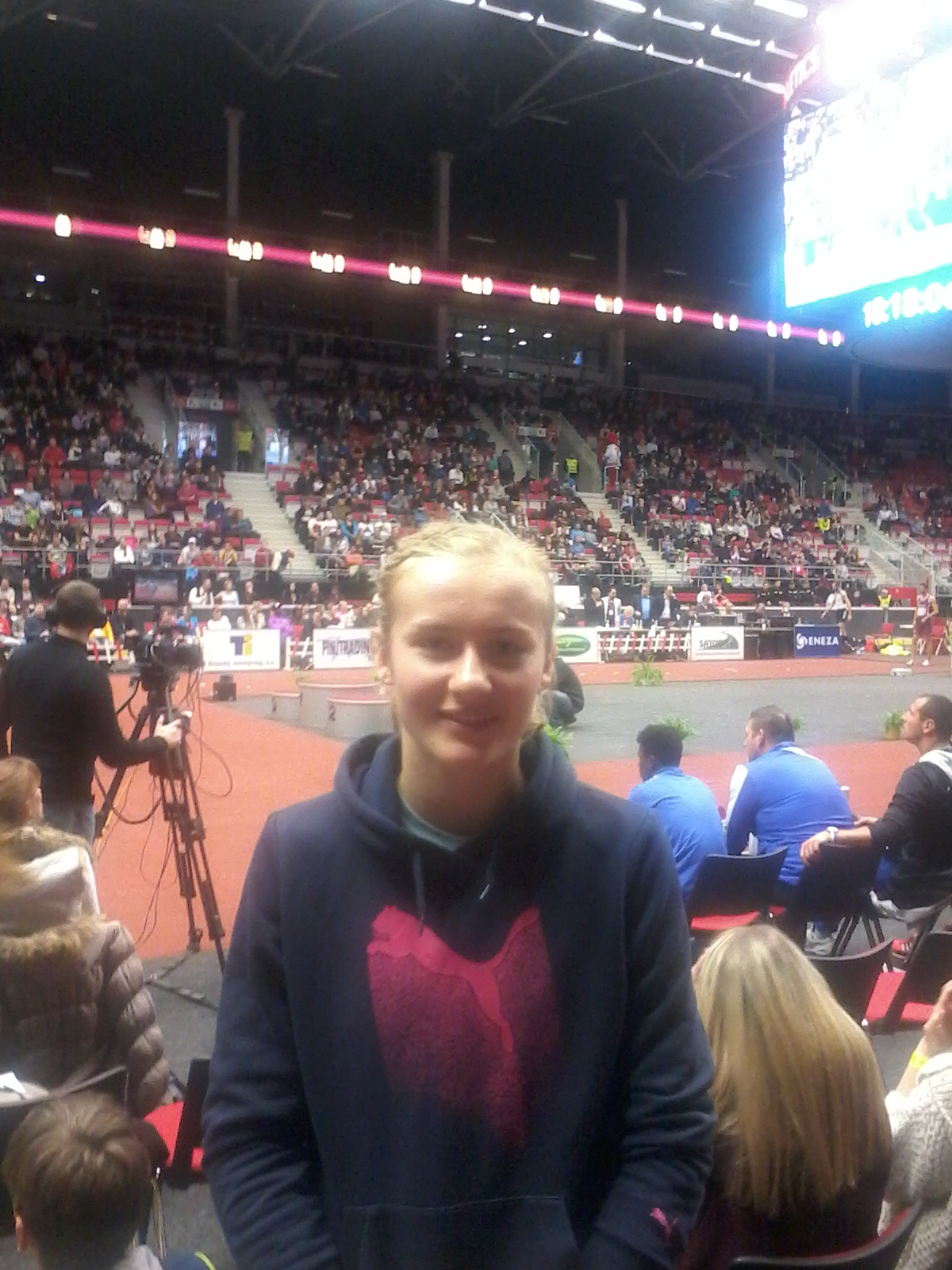
Michaela Hrubá belegte Platz elf
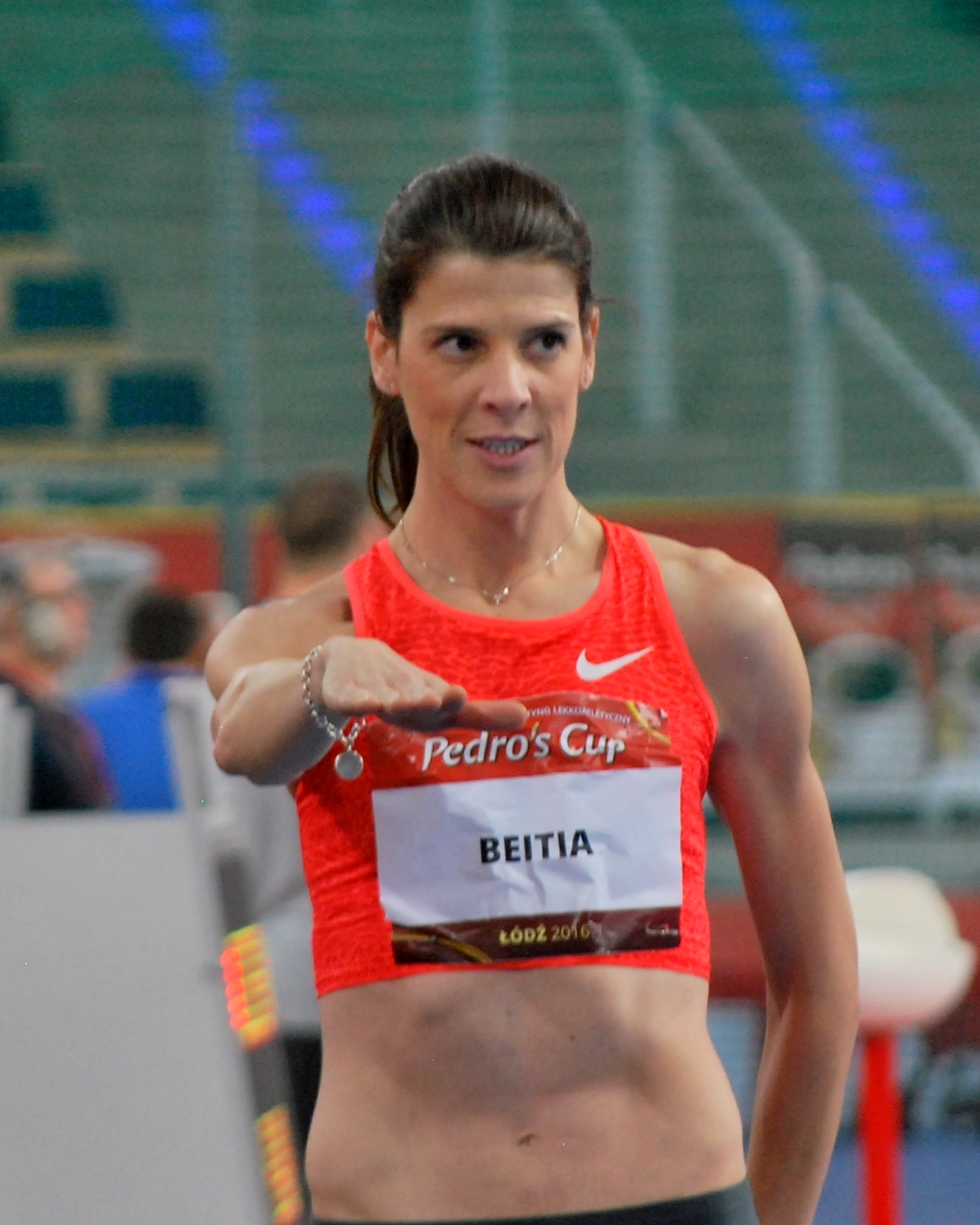
Die aktuelle Olympiasiegerin Ruth Beitia musste sich hier mit Rang zwölf begnügen

## Videolinks
- WCH London 2017 Highlights - High Jump - Women - Final - Lasitskene, youtube.com, abgerufen am 7. März 2021
- Julija Lewtschenko 2,01 m – Women High Jump Final - IAAF World Championships 2017, youtube.com, abgerufen am 7. März 2021
- Kamila Licwinko 1,99 m – World Championship 2017, High jump, bronze medal, youtube.com, abgerufen am 7. März 2021